# Delta del Centaure

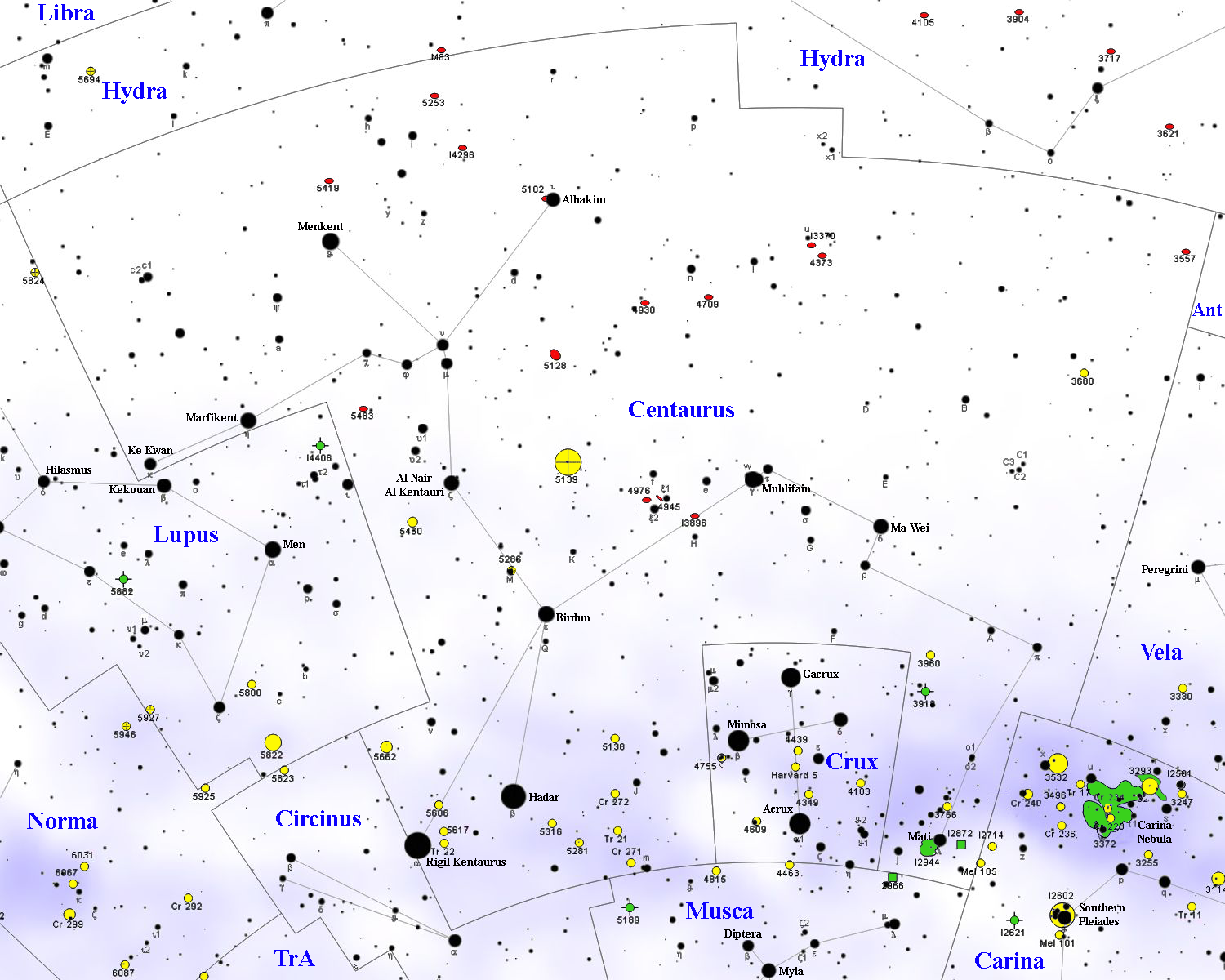
Delta Centauri a la seva constel·lació

Delta del Centaure (δ Centauri) és una estrella a la constel·lació de Centaure de magnitud aparent +2,58. Encara que sense nom propi habitual, a vegades és coneguda pel seu nom xinès Ma Wei. S'hi troba a 395 anys llum de distància de la Terra.
Delta de Centaure és una subgegant blanca-blavosa de tipus espectral B2 IVne. La "i" en el seu tipus espectral indica que és una estrella Be com γ Cassiopeiae o η Centauri amb emissions variables d'hidrogen al seu espectre vinculades amb la presència d'un disc circumestel·lar al voltant de l'estrella. Aquest disc està relacionat amb la ràpida velocitat de rotació de l'estrella, de més de 263 km/s, el disc, pràcticament de perfil des de la nostra perspectiva, és tan gruixut que Delta Centauri és considerada una estrella amb embolcall.
Delta del Centaure, catalogada com a variable Gamma Cassiopeiae, mostra les possibles variacions en la seva brillantor al voltant del 15%. La ràpida rotació fa que la seva forma no sigui esfèrica, sinó que està aplanada en els seus pols, fenomen observat en estrelles com Regulus (α Leonis). A més dona lloc a un enfosquiment gravitatori, és a dir, els seus pols són més calents i brillants que el seu equador, de manera que si bé la temperatura aparent és de 22.400  K, una mesura més realista pot ser 1.000 K més alta. La seva lluminositat és 12.000 vegades més gran que la  solar.
Amb una massa de 8,6  masses solars, la seva edat s'estima en 16 milions d'anys.
Estudis d'interferometria indiquen que Delta del Centaure té una companya estel·lar situada a 68,7  mil·lisegons d'arc. De tipus espectral comprès entre B4 V i A0 III, aquesta té una massa entre 4 i 7 masses solars.
El semieix major de la seua òrbita és de 6,9  UA.